# Fecundació externa
La fecundació externa és un mode de reproducció en què l'espermatozoide d'un organisme masculí fecunda l'òvul d'un organisme femení fora del cos de la femella. Es contrasta amb la fecundació interna, en la qual els espermatozoides s'introdueixen mitjançant inseminació i després es combinen amb un òvul dins del cos d'un organisme femení. La fecundació externa es produeix normalment a l'aigua o a una zona humida per facilitar el moviment de l'espermatozoide cap a l'òvul. L'alliberament d'ous i espermatozoides a l'aigua es coneix com a fresa o desove. En espècies mòbils, les femelles criadores solen viatjar a un lloc adequat per alliberar els seus ous. No obstant això, les espècies sèssils són menys capaces de traslladar-se a llocs de generació i han d'alliberar gàmetes localment. Entre els vertebrats, la fecundació externa és més freqüent en amfibis i peixos. Els invertebrats que utilitzen fecundació externa són majoritàriament bentònics, sèssils o ambdós, inclosos animals com el corall, les anemones marines i els poliquets que habiten en tubs. Les plantes marines bentòniques també utilitzen fecundació externa per reproduir-se. Els factors ambientals i el calendari són reptes clau per a l'èxit de la fecundació externa. Mentre es troben a l'aigua, el mascle i la femella han d'alliberar els gàmetes en moments similars per tal d'adobar l'òvul. Els gàmetes generats a l'aigua també es poden rentar, menjar o danyar per factors externs.

## Selecció sexual/competició aqüàtica
Pot semblar que la selecció sexual no es produeixi durant la fecundació externa, però si es realitza. Els dos tipus d'adobs externs són els constructors de nius i els generadors d'emissió. Per a les femelles criadores de nius, l'opció principal és la ubicació on pondre els ous. Una femella pot triar un niu proper al mascle que vol fertilitzar els ous, però no hi ha cap garantia que el mascle preferit fecundi cap dels ous. Els reproductors de difusió tenen una selecció molt feble, a causa de l'aleatorietat de l'alliberament de gàmetes. Per estudiar l'efecte de l'elecció femenina en la fecundació externa, es va dur a terme un experiment competitiu in vitro d'espermatozoides. Els resultats van concloure que hi havia una importància reduïda del nombre d'espermatozoides, però van augmentar la importància de la velocitat de l'espermatozoide, canviant així el resultat de la competència d'aquests. El fluid ovàric també va augmentar la paternitat del mascle preferit, ja que alliberen menys i més ràpids espermatozoides. L'èxit d'un mascle fecundant un òvul es basa en la capacitat de l'espermatozoide d'un mascle per superar altres espermatozoides que busquen fertilitzar el mateix òvul. La quimiotaxi espermàtica és l'ús de senyals químics per donar als espermatozoides la capacitat de navegar per un òvul i és un contribuent enorme per a l'èxit reproductiu.